# نادي الفلاحية
نادي الفلاحية الرياضي هو فريق كرة قدم عراقي مقره في مدينة الكوت يلعب في الدوري العراقي الدرجة الثالثة.

## انظر أيضًَا
- نادي سهل نينوى